# Partizipatives Qualitätsmanagement
Das Partizipative Qualitätsmanagement umfasst ein Modell, das die ständige Verbesserung von Qualitätsmanagement, Qualitätssicherung und Qualitätsentwicklung durch Einbezug der Mitarbeiter an den Organisationsentwicklungsprozessen thematisiert.

## Grundprinzip
Das Konzept basiert auf der Idee, das die Bedürfnisse und Beurteilungen der Beteiligten in den Vordergrund gestellt werden. Ein interner Prozess, der sich gleichzeitig nach außen orientiert – durch ein ständiges Wechselspiel zwischen der Optimierung von internen Prozessen und der Qualitätssicherung wird eine höhere Ergebnisqualität erzielt. Der Fokus liegt dabei auf Selbstevaluation, Empowerment und die Erkennung und Durchsetzung von Verbesserungspotenzialen. Die Erfolge und die Qualitätsgewinne des Unternehmens stehen also in enger Relation zu der Involvierung und Mitwirkung der eigenen Mitarbeiter. Das erfordert Kompetenzübertragung und Schaffung von Handlungsspielräumen sowie ständige Kooperation, Kommunikation sowie Auseinandersetzung mit Problemen und der anschließenden Lösungsfindung.

## Ablauf der Prozesse
Die Qualitätssicherungsprozesse lassen sich in fünf Phasen gliedern:

### Phase 1: Einführung und Vorbereitung
Zunächst sollten die Mitarbeiter des Unternehmens über das Konzept aufgeklärt werden, da diese eine der Hauptinstanzen darstellen, die für Verbesserung und Sicherung der Qualität zuständig sind. Zudem sollte ein Qualitätsbeauftragter, der für die Umsetzung des Konzeptes zuständig ist, ernannt werden. Auch ist ein externer fachkundiger Prozessbegleiter ratsam, der dem Qualitätsbeauftragten zur Unterstützung dient.

### Phase 2: Qualitätspolitik entwickeln
Um auf die Qualitätspolitik aufzubauen, kann auf drei Verfahren zurückgegriffen werden:
- Leitbildentwicklung: Festlegung der Grundprinzipien für den Umgang untereinander sowie das gewollte Image nach außen
- Ist-Analyse: Ermittlung des Zustands eines Unternehmens, beispielsweise nach den Kriterien von der European Foundation for Quality Management
- Zielfindung: Methodische Klärung der zukünftigen Ziele

### Phase 3: Konkrete Ziele festlegen
In dieser Phase sollten die bedarfs- und kundenorientierten Qualitätsziele geklärt werden. Es ist abzuwiegen, inwieweit die unternehmerischen Ziele mit den Wünschen der Kunden umzusetzen sind. Das Ergebnis dieser Phase sollte eine klare Abgrenzung der Aufgaben und Verantwortungsbereiche sein. Kostenüberlegungen und -optimierungen spielen eine zentrale Rolle, jedoch sollten die Kostenaspekte ohne Einschränkungen der gewollten Qualitätsziele bedacht werden.

### Phase 4: Schlüsselprozesse und Schnittstellen identifizieren
Die Schlüsselprozesse sind wiederholende Abläufe im Unternehmen, die bei der Zielerreichung eine große Rolle spielen – diese sind mit den Schnittstellen, bei denen oft Kommunikationsprobleme auftreten, zu bewerten und zu analysieren. Die Hauptintention ist dabei, die Schnittstellen auf das Minimum zu reduzieren, wie beispielsweise der Einführung von standardisierten Ablaufprozessen. Zudem kann durch die Verbesserung der Schnittstellen ein Synergieeffekt eintreten, der die Zusammenarbeit mit Kooperationspartnern fördert.
Hier kann auf zahlreiche Methoden zurückgegriffen werden, wie beispielsweise:
- Engpass- oder Schwachstellenanalyse
- Fehlermöglichkeits- und Einflussanalyse (FMEA)
- Quality Function Deployment (QFD)

Als Arbeitsgruppenorganisation zur Durchführung der Methoden haben sich sogenannte Qualitätszirkel bewährt.

### Phase 5: Ergebnissicherung
Das Erstellen eines Qualitätshandbuchs ist unabdingbar, um den Entwicklungsprozess zu dokumentieren. Zudem sollten in regelmäßigen Abständen Begutachtungs- und Überprüfungsverfahren durchgeführt werden. Auch sind stetige Verbesserungs- und Beurteilungsgespräche, sogenannte Audits, ratsam, die zwischen den Mitarbeitern sowie auch externen involvierten Instanzen stattfinden.

## Hintergrund und Erfolge
Zuerst wurde der Grundriss von den Mitarbeitern der „Projektgruppe Qualitätsmanagement“ aus München zusammen mit dem Steinbeis Transferzentrum Qualität und Umwelt (TQU, Ulm) sowie des Instituts für Praxisforschung und Projektberatung (IPP, München) zusammengestellt und ausgearbeitet. Die wesentlichen Elemente wurden der DIN ISO 9004 (1992) entnommen und auf das fachliche Profil der Jugendhilfe angepasst. Die erste praktische Umsetzung des Modells wurde im Stadtjugendamt in München in sechs Erziehungsberatungsstellen und drei Familienbildungsstätten und sonstigen Bereichen des Jugendamtes von Frühjahr 1996 bis Sommer 1998 eingeführt. Die erfolgreiche Umsetzung stieß auf Interesse und wurde daraufhin von weiteren Einrichtungen bestätigt. Es erwiesen sich die Kommunikation, die daraus resultierende Transparenz und Partizipation als unverzichtbares Element des Qualitätsmanagements, das zu erhofften Verbesserungen geführt hat.

## Kritik
Die Etablierung eines partizipativen Qualitätsmanagements benötigt zunächst die Zustimmung und Realisierung durch den Einrichtungsleiter, die Träger und Kostenträger. Zur Umsetzung benötigt es den Dialog zwischen allen Beteiligten: Verwaltung, Kostenträgern, Mitarbeitern und auch politischen Verantwortlichen. Es stellt hohe Anforderungen, wie beispielsweise flexible Zeit- und Strukturvorgaben, und erfordert die Umstellung auf systematische Informations- und Kommunikationsverfahren. Es sind kompetente Führungskräfte gefordert, die die Qualitätspolitik im Unternehmen umsetzen und die Kompetenzen der Mitarbeiter wahrnehmen. Die Politik erschwert das partizipative Qualitätsprinzip, denn die beschränkten öffentlichen Kassen erschweren die Verbesserung und Durchführung durch die hohen Leistungsanforderungen von Qualitätsstandards und der entgegenstehenden wachsenden Rationalisierung von Verwaltung und Organisation.